# لويس إس. كيتس
لويس إس. كيتس (بالإنجليزية: Louis S. Cates) هو شخصية أعمال أمريكي، ولد في 1881، وتوفي في 1959.